# Casa Correies
La Casa Correies és una obra de la Vall de Boí (Alta Ribagorça) protegida com a Bé Cultural d'Interès Local.

## Descripció
De l'antiga casa pagesa constituïda per l'habitatge del costat interior de la muralla i el paller al costat exterior, només se'n conserva l'habitatge, que aprofita part del parament de la muralla. Té una planta baixa, pis i golfes sota una coberta de només un pendent que va cap a l'interior del recinte i que ha estat sobrealçada i refeta amb pissarra regular.
L'antic paller, situat al costat exterior de la muralla ha estat substituït per una ampliació de l'habitatge de major alçada, amb façanes arrebossades i pintades de blanc, que tapa una part del parament de la muralla que abans era visible.